# Wohn- und Wirtschaftsgebäude Klenkendorf 15

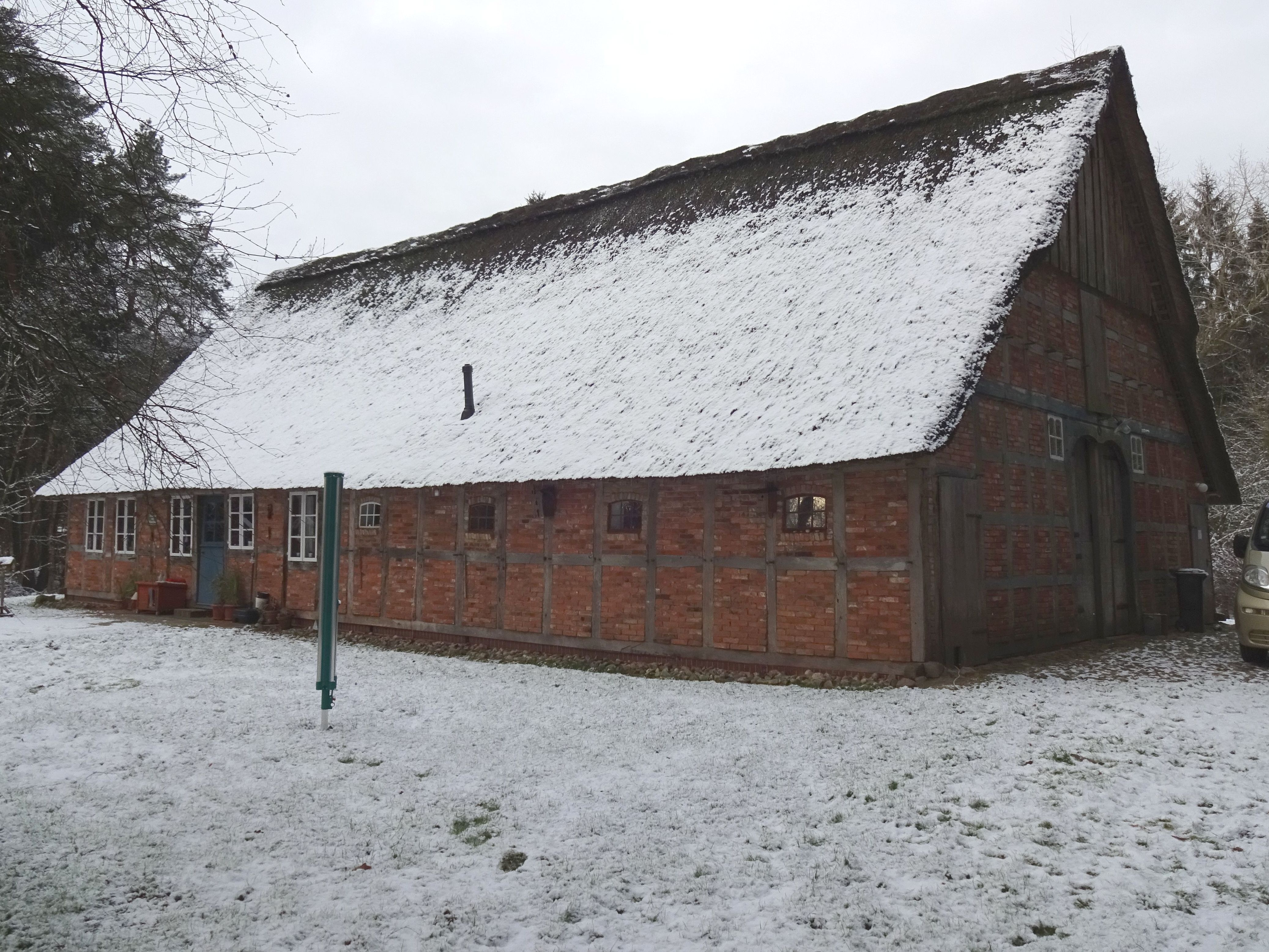
Südost- und Nordostfassade (2016)

Das Wohn- und Wirtschaftsgebäude Klenkendorf 15 in der niedersächsischen Gemeinde Gnarrenburg, Ortsteil Klenkendorf, wurde im 19. Jahrhundert gebaut. Aktuell (2025) wird es zum Wohnen und gewerblich genutzt.
Das Gebäude steht unter Denkmalschutz (siehe auch Liste der Baudenkmale in Gnarrenburg).

## Geschichte und Beschreibung
Klenkendorf wurde als Moorkolonie 1823 durch Jürgen Findorff (dem Neffen des Moorkommissars Jürgen Christian Findorff) gegründet. Es liegt sechs Kilometer nordöstlich des Kernortes Gnarrenburg und gehört zum Landkreis Rotenburg (Wümme). Zur Findorffsiedlung Klenkendorf gehörten 28 Siedlungsstellen südlich des Oste-Hamme-Kanals und mit diesem Haus acht erhaltene denkmalgeschützte Wohn- und Wirtschaftsgebäude (Nr. 5, 8, 15, 16, 21, 22, 24 und 26).
Das eingeschossige traufständige Gebäude als Zweiständer-Hallenhaus in gleichmäßigem Fachwerk mit Steinausfachungen, reetgedecktem Satteldach, Uhlenloch, Ladeluke, senkrechter Verbretterung in den oberen Giebeldreiecken und später verglaster Grooter Door mit Rundbogen, wurde nach 1823 (bis um 1840) im 19. Jahrhundert an einem Stichweg gebaut. Im Inneren ist das Haus weitgehend im ursprünglichen Zustand.
Das Landesdenkmalamt befand u. a.: „… siedlungsgeschichtlichen Bedeutung, als Teil der Kulturlandschaft der Findorffschen Moorsiedlungen ….“